# Halalaimus supercirrhatus
Halalaimus supercirrhatus är en rundmaskart som beskrevs av Gerlach 1955. Halalaimus supercirrhatus ingår i släktet Halalaimus och familjen Oxystominidae. Inga underarter finns listade i Catalogue of Life.